# 多用途刀

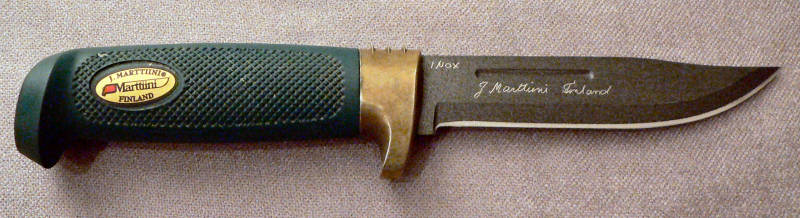
芬蘭製，戶外多用途刀

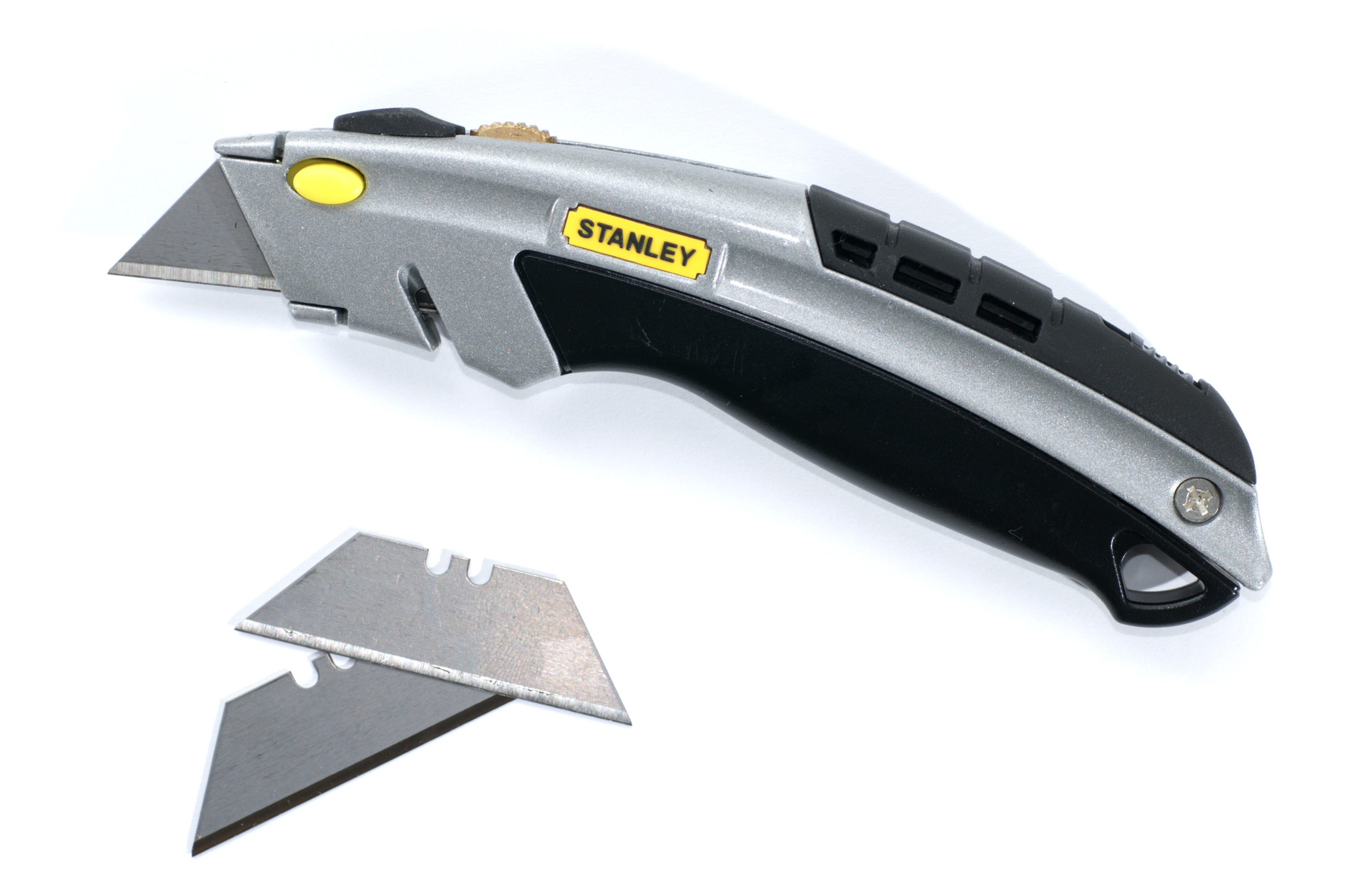
美工刀

多用途刀（英語：utility knife），可以使用於一般或特定用途的刀具。它的造形是單刃，適合用單手抓握。多用途刀之中，有種專門被用來用來切紙、打開包裹或紙箱、切斷膠布的刀具，稱為美工刀、𠝹刀，經常可以在工廠、倉庫、或是其他類似的場合看到。

## 名稱
美工刀（Cutter knife），英語地區稱為 Utility knife，亦會有商標化的名稱 Stanley knife，boxcutter，X-Acto knife......等，例如：史丹利刀（Stanley knife），這個名字源自於一間製造這種刀具及各種文具的公司，史丹利工坊。
在日本、菲律賓、意大利、埃及都會簡單稱為 Cutter，在以色列和瑞士，這種刀被稱為日本刀。

## 可折斷式刀片
1959年4月，由日本岡田商會研發。(現為OLFA)